# Olav Bjørnstad
Olav Trygve Bjørnstad (* 16. Dezember 1882 in Oslo; † 13. Juni 1963 ebenda) war ein norwegischer Ruderer.
Bjørnstad nahm als Steuermann des Vierers an den Olympischen Sommerspielen 1912 in Stockholm teil und gewann dort gemeinsam mit Claus Høyer, Reidar Holter, Magnus Herseth und Frithjof Olstad die Bronzemedaille. Die Mannschaft musste sich dabei lediglich den Booten aus Dänemark und Schweden geschlagen geben.